# Mercury Cars Inc.
Mercury Cars Inc. war ein US-amerikanischer Hersteller von Automobilen.

## Unternehmensgeschichte
Das Unternehmen wurde 1917 in Hollis im New Yorker Stadtteil Queens gegründet. 1918 begann die Produktion von Automobilen. Die Markteinführung fand im Januar 1918 anlässlich einer Präsentation im Hotel Astor statt. Der Markenname lautete Mercury. 1920 endete die Produktion. Insgesamt entstanden nur wenige Fahrzeuge. Die Serrifile Motor Company nutzte später das gleiche Werk. Es bestand keine Verbindung zu den anderen US-Automarken gleichen Namens: Mercury Machine Company, Mercury Cyclecar und Mercury des Ford-Konzerns.

## Fahrzeuge
Im Angebot stand nur ein Grundmodell. Es hatte einen Vierzylindermotor von der Weidely Motors Company. Er hatte 243 Kubikzoll Hubraum. Das entspricht 3982 cm³. Das Fahrgestell hatte 290 cm Radstand. Die Neupreise lagen zwischen 2750 und 2959 US-Dollar für offene Fahrzeuge und zwischen 3600 und 3900 Dollar für geschlossene Fahrzeuge. Eine Abbildung zeigt einen Tourenwagen. Ungewöhnlich war, dass zwei kleine Klappen im Fahrzeugboden den Zugang zum Bremsmechanismus und zur Batterie ermöglichten.